# Landgericht Gnesen (1815–1834)
Das Landgericht Gnesen war von 1815 bis 1834 ein preußisches Landgericht mit Sitz in Gnesen.

## Geschichte
Nach dem Ende der Franzosenzeit wurde die der französische Gerichtsorganisation entsprechende Gerichtsorganisation im Herzogtum Warschau zunächst übernommen. Es bestanden damit Friedensgerichte, darüber Landgerichte und dann das Oberlandesgericht. Das Gericht zweiter Instanz Gnesen wurde als Landgericht Gnesen fortgeführt und dem Oberlandesgericht Posen nachgeordnet. Seinen Sprengel bildeten die Kreise Gnesen, Mogilno, Wongrowiec und Wreschen. Ihm waren vier Friedensgerichte zugeordnet:
| Friedensgerichte           | Sitz       | Anmerkungen |
| -------------------------- | ---------- | ----------- |
| Friedensgericht Gnesen     | Gnesen     |             |
| Friedensgericht Trzemeszno | Trzemeszno |             |
| Friedensgericht Wągrowiec  | Wągrowiec  |             |
| Friedensgericht Wreschen   | Wreschen   |             |

Am Gericht war ein Präsident, ein Direktor und sechs Räte beschäftigt. Es war damit ein Landgericht 1. Klasse. Diese wirkten bei wesentlichen Fällen als Kollegialorgan.
1834 wurde die Gerichtsorganisation geändert und einheitlich Land- und Stadtgerichte gebildet. Gleichzeitig wurde das Oberlandesgericht Bromberg gebildet, darunter das Land- und Stadtgericht Gnesen im Sprengel des Oberlandesgerichts Bromberg als Nachfolger des Landesgerichtes Gnesen. Auch in Trzemeszno und Wągrowiec wurden Kreisgerichte eingerichtet.